# Empis asema
Empis asema är en tvåvingeart som beskrevs av Axel Leonard Melander 1902. Empis asema ingår i släktet Empis och familjen dansflugor.
Artens utbredningsområde är Colorado. Inga underarter finns listade i Catalogue of Life.